# Pheles
Genre
Pheles est un genre d'insectes lépidoptères de la famille des Riodinidae.

## Dénomination
Le nom Pheles leur a été donné par Gottlieb August Wilhelm Herrich-Schäffer en 1858.
Ils résident en Amérique du Sud.

## Liste des espèces
- Pheles atricolor (Butler, 1871); présent en Guyane, au Brésil et au Pérou.
- Pheles bicolor (Godman & Salvin, [1886]); présent à Panama et au Costa Rica (à confirmer)
- Pheles eulesca (Dyar, 1909); présent au Mexique et à Panama
- Pheles heliconides Herrich-Schäffer, [1858]; présent en Guyane, en Guyana, en  Équateur et au Brésil.
- Pheles incerta Staudinger, [1887]; présent en Colombie et au Pérou.
- Pheles melanchroia (C. & R. Felder, [1865]); présent au Mexique et au Guatemala.
- Pheles ochracea (Stichel, 1910); présent au Venezuela et à Panama
- Pheles strigosa (Staudinger, 1876); présent à Panama, en  Équateur en Colombie et au Pérou.

### Source
- Pheles sur funet